# Svaz letců republiky Československé
Svaz letců republiky Československé (někdy uváděn jen jako Svaz letců RČS, zkratka SLRČS psána buď dohromady nebo s mezerou jako SL RČS) byla stavovská organizace vybudovaná na základě předchozí existence „podpůrného sdružení československých pilotů“, jehož vznik korespondoval se vznikem samostatného Československa v roce 1918. Oficiálním datem vzniku Svazu letců RČS byl 15. červenec 1929. Organizace SLRČS sdružovala všechny osoby spojené s československým letectvím (tj. piloty všech kategorií i ostatní letecký personál). Po dvouročním působení SLRČS v rámci Protektorátu Čechy a Morava, kdy se ilegální část této organizace významně zapojila (v letech 1939 až 1940) do domácího a zahraničního protinacistického odboje, spojily v roce 1941 protektorátní úřady SLRČS s „Českým aeroklubem“, který v témže roce zanikl. Po druhé světové válce byl v říjnu 1945 SLRČS obnoven na základě stanov z roku 1937, ale svůj demokratický charakter si organizace udržela jen do února 1948, po němž došlo k jejímu postupnému ovládnutí komunisty. Druhý konec SLRČS nastal 21. července 1951, kdy byl úředně sloučen s „Aeroklubem RČS“. Teprve po listopadové sametové revoluci v roce 1989 došlo dne 31. března 1990 ke třetímu obnovení „Svazu letců“, tentokrát pod názvem „Svaz letců ČSFR“, jenž byl (po rozdělení (1. ledna 1993) Československé federativní republiky) ode dne 1. dubna 1993 přejmenován na „Svaz letců ČR“.   

## Historie vzniku

### Počátky (1918 až 1929)
Rozvoj československého letectví se po skončení první světové války vyznačoval řadou občanských aktivit. Krátce po zformování Leteckého sboru vznikla jedna z nich – podpůrné sdružení „Kroužek československých pilotů“. Tragická havárie (pád) letounu „Brandenburg“ (při zalétávání) na letišti v Chebu v listopadu 1918 si vyžádala život pilota Václava Antoše a způsobila těžké zranění četaře Francla. Na následné schůzce pilotů, již se této „chebské akce“ zúčastnili, bylo rozhodnuto (dne 14. listopadu 1918) o vytvoření zájmového sdružení (a podpůrného spolku) s názvem „Kroužek československých pilotů“, jenž měl řešit otázky další existence letců a jejich rodin v případě leteckých havárií, končících úrazem, nebo i smrtí. Počátkem roku 1919 uspořádal „Kroužek československých pilotů“ první valnou hromadu. Na ní došlo ke změně názvu na „Svaz československých pilotů“. O tři roky později (1922) navázal „Svaz československých pilotů“ spolupráci s Aeroklubem RČS tím, že se „Svaz československých pilotů“ stal členem Československého aeroklubu. Význam „Svazu československých pilotů“ vzrůstal postupně ve 20. letech 20. století zejména tím, že se tato organizace (coby podpůrný fond) zabývala sociálním zabezpečením pozůstalých po obětech fatálních leteckých nehod. O sedm let později na valné hromadě (dne 15. července 1929) byl název „Svaz československých pilotů“ změněn na „Svaz letců republiky Československé“ (zkratka SLRČS) a zároveň tímto dnem bylo umožněno, že se v této stavovské organizaci mohou sdružovat nejen piloti (vojenští letci v činné službě i v záloze, letci civilní a to jak tovární, tak i dopravní a rovněž i sportovní), ale i ostatní letecký personál československé státní příslušnosti (tj. prakticky všechny osoby spojené s československým letectvím). Do 30. let 20. století tak vstupovala tato stavovská organizace s novým názvem „Svaz letců republiky Československé“ (zkratka SLRČS) a na konci 30. let 20. století byla i iniciátorem slavnostního „Slibu věrnosti“ Československé republice. Tento slib byl v letech 1939 až 1945 prakticky naplněn odchodem vlastenecky smýšlejících letců do zahraničního odboje a jejich účastí v bojových misích prakticky na všech frontách druhé světové války.

### Protektorát
Příchod hitlerovských okupantů a nastolení protektorátu (po 15. březnu 1939) znamenalo nejen konec Československého letectva, ale i konec Československých státních aerolinií, jakož i Československé letecké společnosti (ČSL).
Svaz letců RČS existoval i v protektorátu a to až do konce roku 1940. Jeho ilegální aktivity neušly pozornosti gestapa a následně byl v průběhu roku 1940 Svaz letců RČS likvidován cílenými zásahy německých represivních složek. V roce 1941 byl na základě příkazu nacistických úřadů spojen se stále ještě existujícím Českým aeroklubem (ten fungoval už jen jako „český“ a sice po odtržení slovenské části aeroklubu po vyhlášení Slovenského štátu). Spojení Svazu letců RČS s Českým aeroklubem v roce 1941 znamenalo de iure zánik Svazu letců RČS, ale nakonec v témže roce (1941) zanikl i Český aeroklub.

### Po druhé světové válce

#### Obnovení na bázi stanov z roku 1937
Po skončení druhé světové války došlo na podzim roku 1945 k dočasnému obnovení tohoto stavovského sdružení s důrazem na příslušníky vojenského letectva. Dne 19. září 1945 se konalo v sále pražské Lucerny první společenské setkání letců po druhé světové válce a následně byl v průběhu října 1945 obnoven Svaz letců RČS na demokratických základech (ve smyslu stanov z roku 1937).

#### Únor 1948
Po „vítězném“ Únoru 1948 vznikl (z expertů vyškolených a instruovaných v Moskvě) ve Svazu letců tzv. „akční výbor“, který zakázal létání pilotů s podnikateli, továrníky a jinými „nepřáteli“ socialistického zřízení. Tento zákaz létání byl uvolněn až v červnu 1948, ale jen u těch aeroklubů, kde nehrozilo nebezpečí zneužití leteckého provozu k „protistátním činům a akcím“. Mnozí piloti a členové Svazu letců měli zákaz vstupu do prostorů letišť, ale Svaz letců přesto rozpuštěn nebyl a to i ve světle faktu, že se na scéně objevili noví, prokádrovaní činitelé, pozdější „Stalinovi a Gottwaldovi sokoli“. V Úředním listě ze dne 21. července 1951 zveřejnil komunistický totalitní režim informaci o tom, že „Spolek Svaz letců RČS“ se sloučil se spolkem „Aeroklub RČS“, čímž zanikl.

#### Léta 1948 až 1953
Období let 1948 až 1953 znamenalo pro mnoho československých letců a členů Svazu letců ČR (bez ohledu na jejich válečné letecké aktivity v řadách zahraničního odboje) vynucený odchod z armády, vykonstruované soudní procesy s tresty smrti či mnohaletým odnětím svobody, které si museli odpykat (za neuvěřitelně krutých podmínek) v komunistických pracovních táborech. Jen část válečných letců zmizela na svobodný Západ buď ilegálním odchodem z komunistického Československa nebo pomocí úletu letadel. Z iniciativy právě těchto československých pilotů na Západě vznikl (jako výraz vzájemné solidarity) dne 18. února 1951 v Londýně „Svaz letců svobodného Československa“ („Free Czechoslovak Air Force Association“).

#### Pražské jaro 1968
Shromáždění vojenských letců v Měříně ve dnech 28. dubna 1968 až 30. dubna 1968 zvolilo celostátní výbor Svazu letců ČSSR, který začal intenzivně připravovat svůj sjezd k obnovení Svazu letců. Ten byl plánován na dny 14. září 1968 až 15. září 1968, ale události 21. srpna 1968 jeho realizaci už neumožnily.

#### Sametová revoluce 1989
Po sametové revoluci se v pražském Paláci kultury ve dnech 30. března 1990 až 31. března 1990 konal obnovovací sjezd „Svazu letců ČSFR“. Tento název přetrval až do roku 1993, kdy dnem 1. ledna 1993 došlo k rozdělení Československé republiky. „Svaz letců ČSFR“ byl následně 1. dubna 1993 rozdělen na „Svaz letců ČR“ a na „Zväz letcov SR“. Valná hromada „Svazu letců svobodného Československa“ se konala v Londýně dne 17. února 1991. Následovala první oficiální návštěva tehdejšího londýnského úřadujícího předsedy (později generála) Vladimíra Soukupa v Československu – ve Kbelích dne 24. června 1991. Dne 13. září 1991 byla na slavnostním shromážděním dovršena morální a politická rehabilitace československých zahraničních letců, spojená s jejich povyšováním do zasloužených hodností a to jak v Československu, tak i v zahraničí.

#### Kontakty s dalšími organizacemi
Začátkem devadesátých let 20. století (cca v roce 1991) navázal Svaz letců spolupráci se „Sdružením československých zahraničních letců 1939–1945“ (v jehož čele stáli generálové Stanislav Hlučka, Alois Šiška a Jan Roman Irving), které bylo součástí Československá obce legionářské (ČsOL) až do roku 2000, kdy se osamostatnilo. V prostorách Ministerstva obrany v Praze na Valech pořádá každoročně „Sdružení československých zahraničních letců 1939–1945“ od roku 1998 v symbolické spolupráci se „Svazem letců svobodného Československa“ slavnostní shromáždění u příležitosti významných výročí československých leteckých jednotek RAF ve druhé světové válce.

#### Svaz letců ČR
Svaz letců ČR je nyní (rok 2020) stavovským, profesním, zájmovým a dobrovolným občanským sdružením letců s působností na území České republiky. Organizace je členem „European Partnership of Air Forces Associations“. Členy Svazu letců ČR jsou nejen čeští letci, ale i členové Sdružení československých zahraničních letců 1939–1945 jakož i členové Svazu letců svobodného Československa v Londýně. Kolektivním členem je odborová organizace CZALPA. Svaz letců ČR sdružuje nejen profesionální letce, ale i amatérské letce a ve svých klubech rovněž všechny příznivce letectví.

## Svaz letců RČS za protektorátu

### Rámcově
Od počátku německé okupace Čech a Moravy (15. březen 1939) až do svého zániku v roce 1940 organizoval Svaz letců RČS (kromě svých legálních úkolů, jež na něj kladla německá protektorátní správa) navíc ještě ilegální odchody československých letců (ale i bývalých československých vojáků jiných vojenských odborností) za hranice protektorátu, aby (v rámci zahraničního odboje) bojovali za svobodu a osvobození Československa. Předválečný předseda Svazu letců RČS – sekretář (tajemník) Svazu letců RČS – kapitán v záloze Josef Malý dokonce v tehdejším protektorátním denním tisku zveřejnil inzerát. V něm nabízel bývalým letcům řešení problému jejich dalšího zaměstnání. Inzerát se ve veřejnosti setkal s nebývalou odezvou a kancelář Svazu letců RČS začali hromadně navštěvovat letci, někdy jich bylo i 120 za jediný den. Díky koordinované nelegální činnosti Svazu letců RČS a domácího odboje (Obrana národa) opouštělo týdně protektorát 20 až 30 osob. (Za celou dobu ilegální činnosti Svazu letců RČS se podařilo „přesunout do zahraničí“ více než 1200 letců.) První cesty československých letců vedly na Západ do Francie, kde bylo k 1. lednu 1940 evidováno československé letectvo v počtu 584 mužů (účast v letecké bitvě o Francii od 10. května 1940 do 22. června 1940). Po kapitulaci Francie (22. června 1940) se zájem československých letců soustředil na Velkou Británii, kde bylo koncem roku 1940 evidováno celkem 1287 československých důstojníků a příslušníků mužstva (velká většina letců se zúčastňovala leteckých bojů s nacistickou Luftwaffe).

### Pamětní deska

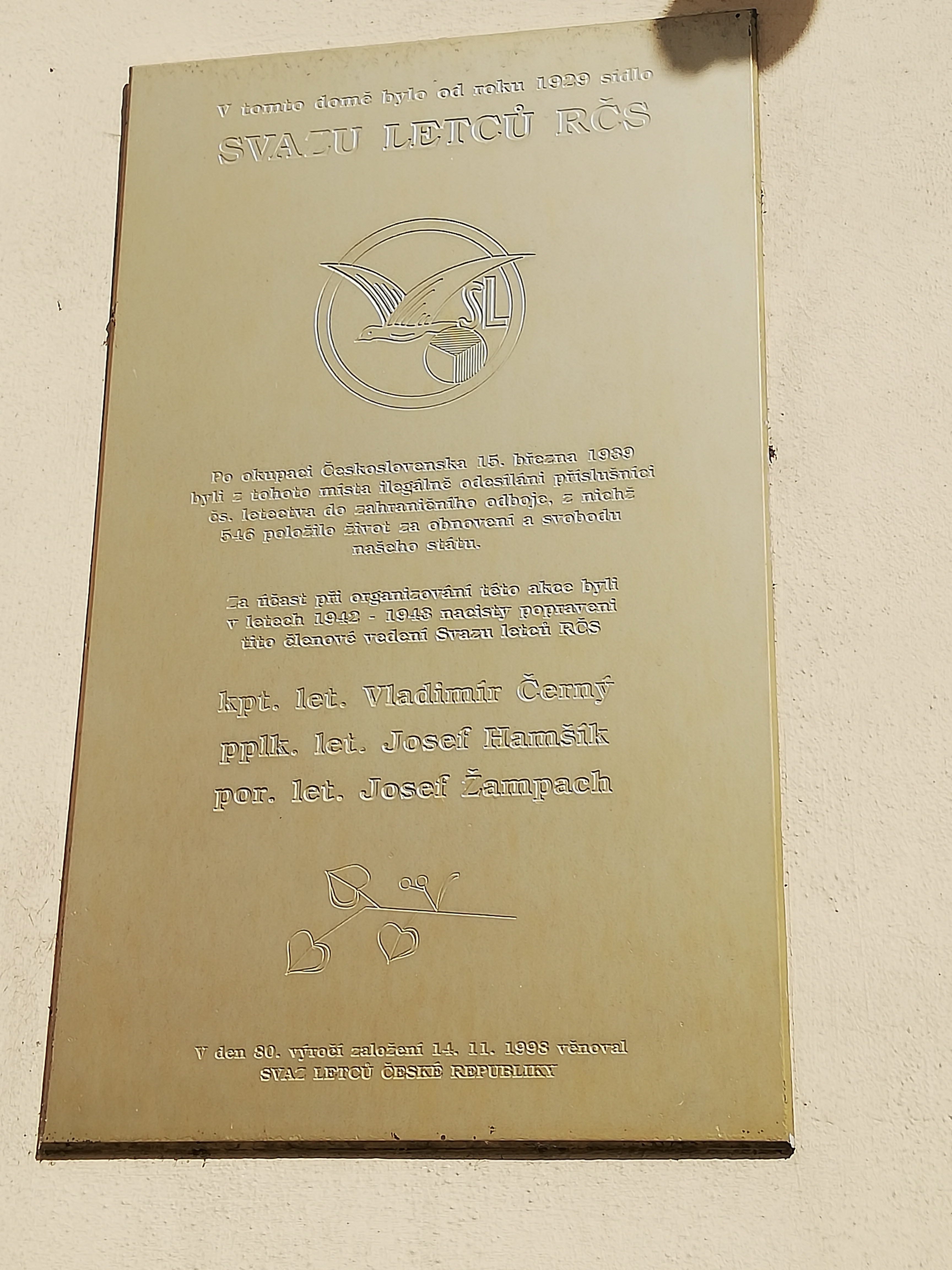
Pamětní deska v ulici Na Poříčí 1061/37 na Praze 1 na Novém Městě

Od roku 1928 sídlil ve třetím patře domu v ulici Na Poříčí 1061/37 na Praze 1 na Novém Městě Svaz letců republiky Československé, jehož přítomnost připomíná dodnes (červen 2020) na levé straně vstupních dveří umístěná pamětní deska s následujícím textem: V TOMTO DOMĚ BYLO OD ROKU 1929 SÍDLO / SVAZU LETCŮ RČS / PO OKUPACI ČESKOSLOVENSKA 15. BŘEZNA 1939 / BYLI Z TOHOTO MÍSTA ILEGÁLNĚ ODESÍLÁNÍ PŘÍSLUŠNÍCI / ČS. LETECTVA DO ZAHRANIČNÍHO ODBOJE, Z NICHŽ / 546 POLOŽILO ŽIVOTY ZA OBNOVENÍ A SVOBODU / NAŠEHO STÁTU. / ZA ÚČAST PŘI ORGANIZOVÁNÍ TÉTO AKCE BYLI / V LETECH 1942–1945 NACISTY POPRAVENI / TITO ČLENOVÉ VEDENÍ SVAZU LETCŮ RČS // KPT. LET. VLADIMÍR ČERNÝ / PPLK. LET. JOSEF HAMŠÍK / POR. LET. JOSEF ŽAMPACH // V DEN 80. VÝROČÍ ZALOŽENÍ 14.11.1998 VĚNOVAL / SVAZ LETCŮ ČESKÉ REPUBLIKY

### Detailněji
V období od března 1939 do května 1940 opustilo protektorát různými nelegálními cestami asi 1 270 československých letců (a zapojili se v zahraničí do boje proti nacismu), což byla více než polovina mírového stavu československého vojenského letectva. Jednalo se o různé odbornosti: byli mezi nimi jak aktivní letci, tak i délesloužící piloti ale i (v menší míře) letci záložní. Ilegálně působící část organizace Svazu letců tento „vývoz československých pilotů“ koordinovala ještě ve spolupráci a po dohodě se zástupci domácího vojenského odboje (Obrana národa). Hlavními organizátory těchto odchodů byli členové vedení tehdejšího Svazu letců RČS: 
- podplukovník[3] letectva Josef Hamšík (uveden na pamětní desce);[6]
- předseda Svazu letců RČS – štábní kapitán generálního štábu[3] (podplukovník generálního štábu) Vítězslav Rosík;[6][3]
- předválečný předseda Svazu letců RČS – sekretář – kapitán[3] v záloze Josef Malý;[6][3]
- předválečný tajemník Svazu letců, kapitán letectva v záloze Vladimír Černý (uveden na pamětní desce);[8][6][3]
- předseda sekce civilních pilotů – četař Rudolf Dalecký;[6][3]
- kapitán v záloze a pilot továrny Avia[3] Jan Popelák;[8][6]
- četař Jan Kupka;[6][3]
- radiotelegrafista ČSA poručík František Procházka;[3]
- advokát Dr. Josef Ettel;[3]
- tajemník Jednotného svazu soukromých zaměstnanců (za civilní piloty) Joachym Katzer;[3]
- poručík letectva Josef Žampach (uveden na pamětní desce)[7]
- a další.[8]

Za Obranu národa se „pašování letců za hranice“ Protektorátu Čechy a Morava (od 8. dubna 1939) věnovali: 
- major Jaroslav Hájíček;[8]
- štábní kapitán Kašpar[8]
- a praporčík Ladislav Vosyka.[8]

Svaz letců RČS spolupracoval (za účelem organizování sběru zpravodajských informací z leteckého prostředí) již od dubna 1939 rovněž s některými dalšími (vysokými) představiteli ilegální organizace Obrana národa. Byli to zejména: 
- generál Alois Vicherek,[6][3]
- plukovník Jaroslav Vedral,[6][3]
- major Jaroslav Hájíček[6][3]
- a další.[6][3]

Zprávy z Protektorátu Čechy a Morava, především ty, jež se týkaly zbrojního průmyslu a pohybu německých jednotek, byly předávány pomocí rozsáhlé kurýrní sítě, vybudované zpravodajskou organizací pod vedením bývalého majitele továrny Avia Miloše Bondyho. Na jaře roku 1940 ale gestapo tuto zpravodajskou síť zlikvidovalo.

### Gestapo

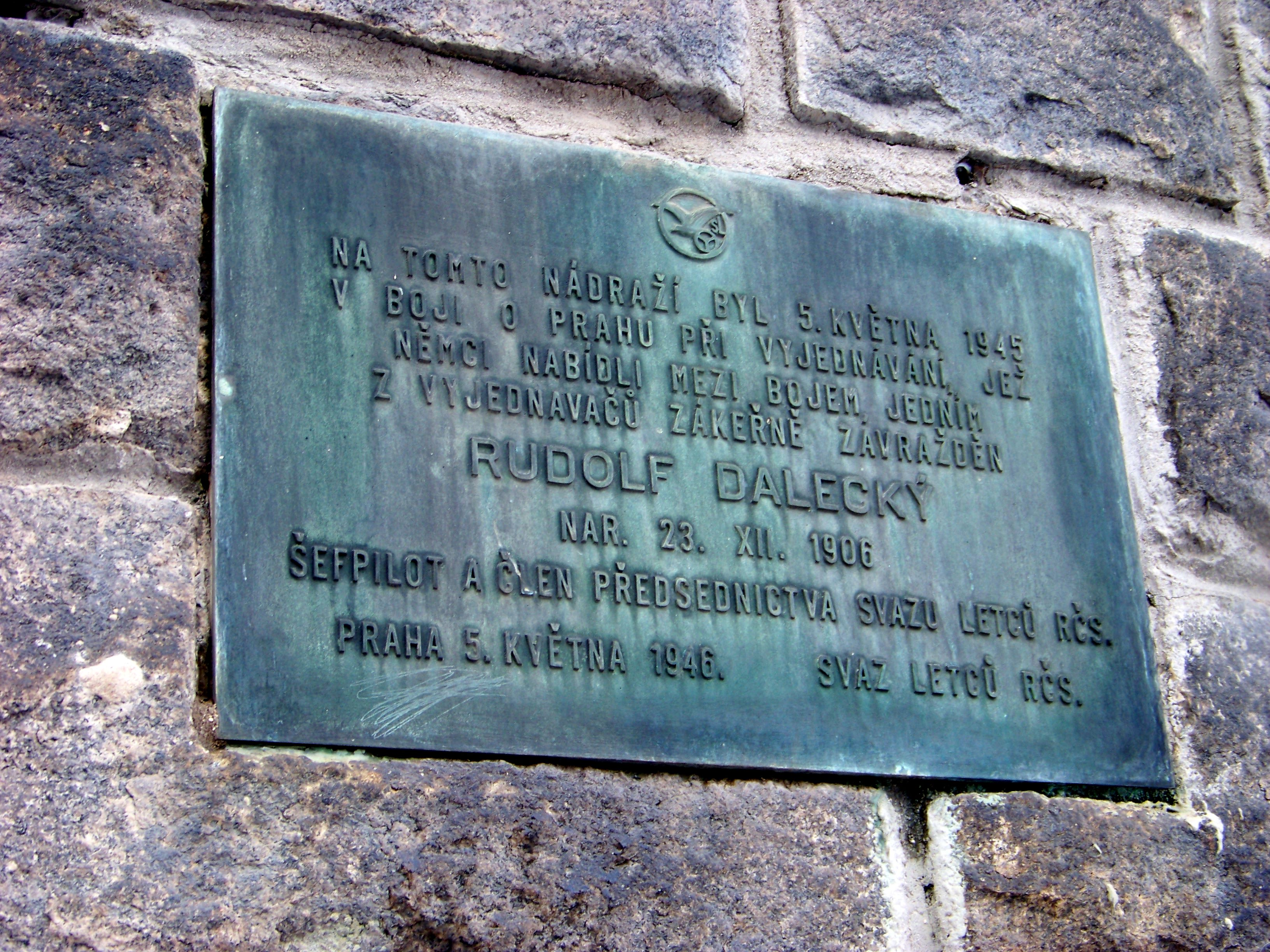
Pamětní deska na nádraží Praha–Vysočany věnovaná Rudolfu Daleckému

Jedním z důvodů, proč Němci po obsazení Čech a Moravy ponechali Svaz letců RČR jako fungující organizaci byl fakt, že vedení SLRČS zprostředkovávalo (v rámci protektorátu) bývalým příslušníkům letectva nová zaměstnání. Na druhé straně nutno dodat, že ilegální aktivity SLRČS nezůstaly gestapu dlouhou dobu utajeny. Pozornost gestapa vzbudil už výše zmíněný inzerát kapitána Josefa Malého. Němci na něj reagovali tím, že velmi záhy po publikování zakázali jeho další zveřejňování v protektorátním tisku. K zatčení prvních převaděčů došlo v létě 1939, ale organizování nelegálních přechodů se paradoxně zintenzivnilo i tím, že byly nalezeny nové přechodové trasy. Na fingované obchodní jednání byl do Londýna vyslán pilot továrny Avia, kapitán v záloze Jan Popelák. Tomu se podařilo ve Velké Británii vyjednat lepší podmínky pro přijímání československých letců v Polsku.
Intenzivní zásahy gestapa do personálních struktur Svazu letců RČS a domácího odboje započaly v únoru roku 1940 a pokračovaly v měsících následujících:
- Dne 19. února 1940 byl v Budapešti zatčen bývalý majitel továrny Avia a tvůrce „letecké zpravodajské sítě“ Miloš Bondy;[3]
- dne 23. února 1940 byl zatčen vedoucí člen ilegálního výboru Svazu letců kapitán letectva Vladimír Černý (Za účast při organizování ilegálních odchodů a za další odbojovou činnost byl odsouzen k trestu smrti a popraven dne 8. dubna 1943 v Berlíně-Charlotenburgu.);[3]
- dne 20. března 1940 byl zatčen podplukovník letectva Josef Hamšík;[3][p 5]
- dne 30. března 1940 byl zatčen četař Rudolf Dalecký;[3][p 4]
- dne 4. dubna 1940 byl zatčen poručík letectva Josef Žampach (člen vedení Svazu letců RČS byl za účast při organizování ilegálních odchodů a za další odbojovou činnost nacisty popraven 8. dubna 1943 v Berlíně-Charlotenburgu);[3]
- dne 27. června 1940 byl zatčen Otakar Sviták, bývalý přednosta oddělení letectva na ministerstvu národní obrany (MNO);[3]
- dne 12. června 1941 byl zatčen četař Jan Kupka[3]
- a dne 19. ledna 1943 byl odsouzen a popraven tajemník Jednotného svazu soukromých zaměstnanců (za civilní piloty) Joachym Katzer. [3]

### Dovětek
Ilegálnímu odchodu osob za hranice protektorátu napomáhali i někteří členové zpravodajsko-sabotážní skupiny Obrany národa (ON), která byla gestapem nazývána jako Tři králové: 
- Na podplukovníka Josefa Mašína byla napojena asi dvacetičlenná skupina Obrany národa, která v letech 1939 až 1940 zajišťovala nelegální přechod československých letců přes hranice Protektorátu Čechy a Morava na Slovensko a do Maďarska. (Jedním ze členů této ilegální organizace byl i tiskař, litograf a fotograf Josef Kafka.) Celá skupina byla roce 1940 rozkryta gestapem, její členové byli postupně pozatýkáni a většina z nich pak byla (po dlouhém věznění v nacistických káznicích) odsouzena za vlastizradu k trestu smrti a v roce 1943 popravena v Berlíně-Plötzenzee.[10]

- S podplukovníkem Josefem Balabánem spolupracoval[11] i bývalý příslušník československých legií na Rusi, za protektorátu učitel na obecné škole v Rohatci (u Hodonína na Moravě)[12] a člen Obrany národa (velitel úseku Rohatec)[11] František Šelepa (* 3. února 1883, Věrovany (okres Přerov) – 16. června 1943, Berlín-Plötzensee).[13] František Šelepa (krycí jméno „Franta Dlouhý“) byl jednou z hlavních osob ve skupině, která organizovala nelegální přechody lidí na Slovensko. Šelepova skupina opatřovala převáděným osobám falešné propustky na Slovensko a zajišťovala (v případě potřeby) i jejich úkryt. „Pašování osob“ se uskutečňovalo vlakem na Slovensko a Šelepova skupina jim zajišťovala i doprovod. Začátkem roku 1940 skončila možnost převážet osoby vlakem (na Slovensku totiž kompetence vystavovat propustky přešla na policejní úřady) a bylo nutno osoby převádět pěšky. František Šelepa se podílel v okolí Hodonína na formování a efektivním fungování několika převaděčských skupin (občané z Rohatce a Sudoměřic). Byl zatčen gestapem dne 1. března 1940, vězněn nejprve v Uherském Hradišti, pak v Praze na Pankráci, v Drážďanech, Gollnowě a Berlíně.[11] Dne 20. listopadu 1942 byl odsouzen Lidovým soudním dvorem k trestu smrti za přípravu k velezradě a napomáhání nepříteli (odbojová organizace Obrana národa); popraven byl dne 16. června 1943 gilotinou.[13]

- Štábní kapitán Václav Morávek osobně provázel dne 29. března 1940 z pražského hlavního nádraží (Wilsonovo, tenkrát Hauptbahnhof)[14] do Brna[15] i řádně maskovaného (a falešnými doklady coby úředníka pracujícího pro německou firmu vybaveného) odbojáře Jana Smudka, který z Brna pokračoval do Veselí nad Moravou a odtud pak (po krátké pauze) 4. dubna 1940 přes Slovensko a pěšky přes hranici s Maďarskem až do spřáteleného Bělehradu (sem se dostal 11. dubna 1940[14]),[16] odkud se s dalšími odbojáři dostal do Řecka, Turecka, Sýrie, Libanonu a dále lodí do jižní Francie.[17]